# Ланглейд (Вісконсин)
Ланглейд (англ. Langlade) — місто (англ. town) в США, в окрузі Ланґлейд штату Вісконсин. Населення — 469 осіб (2020).

## Демографія
Згідно з переписом 2010 року, у місті мешкали 473 особи в 223 домогосподарствах у складі 141 родини. Було 473 помешкання
Расовий склад населення:
| - 97,5 % — білих - 0,8 % — чорних або афроамериканців - 0,4 % — корінних американців - 0,2 % — азіатів |

До двох чи більше рас належало 0,4 %. Частка іспаномовних становила 0,8 % від усіх жителів.
За віковим діапазоном населення розподілялося таким чином: 16,9 % — особи молодші 18 років, 54,1 % — особи у віці 18—64 років, 29,0 % — особи у віці 65 років та старші. Медіана віку мешканця становила 52,5 року. На 100 осіб жіночої статі у місті припадало 115,0 чоловіків;  на 100 жінок у віці від 18 років та старших — 107,9 чоловіків також старших 18 років.
Середній дохід на одне домашнє господарство  становив 43 934 долари США (медіана — 35 882), а середній дохід на одну сім'ю — 54 285 доларів (медіана — 44 375). Медіана доходів становила 32 125 доларів для чоловіків та 32 813 долари для жінок. За межею бідності перебувало 15,8 % осіб, у тому числі 22,4 % дітей у віці до 18 років та 11,3 % осіб у віці 65 років та старших.
Цивільне працевлаштоване населення становило 134 особи. Основні галузі зайнятості: освіта, охорона здоров'я та соціальна допомога — 25,4 %, будівництво — 14,2 %, сільське господарство, лісництво, риболовля — 13,4 %.